# Eurosta fenestrata
Eurosta fenestrata är en tvåvingeart som beskrevs av Snow 1894. Eurosta fenestrata ingår i släktet Eurosta och familjen borrflugor. Inga underarter finns listade i Catalogue of Life.